# Multiplexplatte

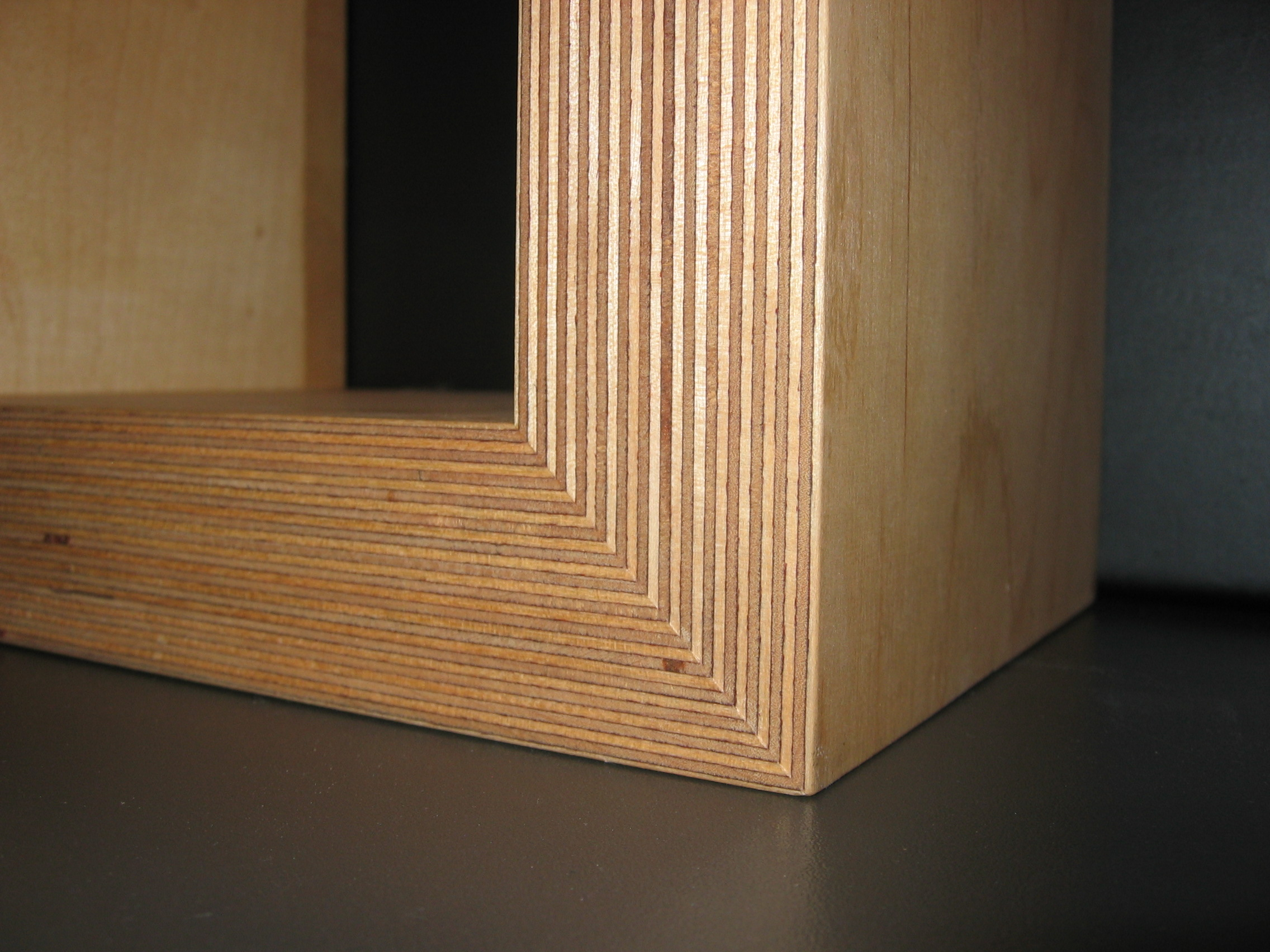
40 mm dicke Birke-Multiplex-Platte mit 45°-Gehrung

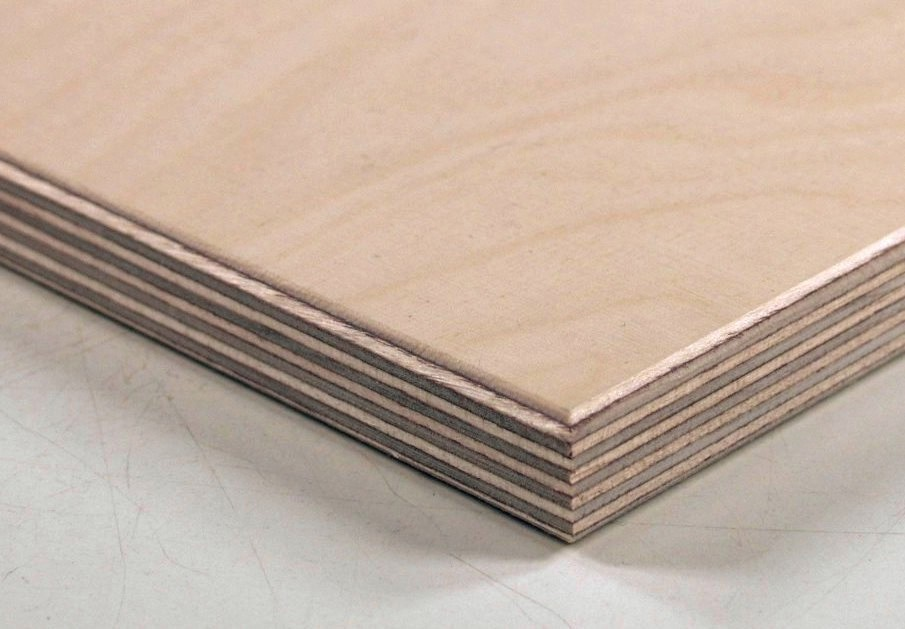
Birke-Multiplex-Platte mit 11 Lagen in Qualitätsstufe E

Als Multiplexplatten (manchmal noch abgekürzt MPX) werden Sperrholzplatten bezeichnet, die wie alle Sperrholzplatten üblicherweise zwischen 7 und 50 mm dick sind und aus mindestens fünf gleich starken Furnierlagen bestehen. Dabei handelt es sich immer um eine ungerade Anzahl Furnierlagen, da dadurch die obere und untere Decklage dieselbe Faserrichtung haben und ein Verziehen oder Schüsseln der Platte verhindert wird. Ist die Platte beidseitig mit Phenolharz-imprägniertem Papier beschichtet, so wird sie üblicherweise als Siebdruckplatte bezeichnet.

## Aufbau
Die Holzschichten von Multiplexplatten bestehen zumeist aus Birke, seltener Buche mit Dicken von 0,8–2,5 mm. Die Anzahl der Furnierlagen variiert je nach Gesamtdicke (bis zu 80 mm) und gewünschter Optik von 5 bis 35 oder mehr Lagen. Die sichtbaren Oberflächen der Platten können ebenfalls stark variieren.
Die Platten werden mit wasserfestem Leim (Phenol-, Phenol/Resorcin- oder Resorcin- und Melaminharz) als Bindemittel gepresst und gegeneinander querverleimt. Als Querverleimung bezeichnet man kreuzweise um 90° versetzt gegeneinander verleimte Furnierlagen, andere Winkel sind ebenso möglich.
Das spezifische Gewicht einer 19 mm Buchen-Multiplex beträgt ca. 800 kg/m³; bei Birken-Multiplex ca. 650 kg/m³.
Das Ausrichten der Maserung gegeneinander erhöht die Maßhaltigkeit der Platten, da sich Holz durch Feuchtigkeitszu- oder -abnahme quer zur Maserung ausdehnt (Quellung) oder zusammenzieht (Schwindung). Längs der Maserung sind die Lagen aber äußerst zugstabil. Größenänderungen einer Lage werden so durch die benachbarten Lagen weitestgehend unterbunden.

## Qualitätsstufen
| Erscheinungsklassen der Oberflächen                | Erscheinungsklassen der Oberflächen    | Beschreibung |
| -------------------------------------------------- | -------------------------------------- | --- |
| nach DIN EN 635-2:1995-08 und DIN EN 635-3:1995-08 | veraltet, vereinzelt noch gebräuchlich | |
| E                                                  | A                                      | Sperrholz, völlig astfrei, geringe Farbeinläufe möglich, hell. |
|                                                    | A gebleicht                            | Sperrholz, gebleicht und völlig astfrei, keine Farbeinläufe, sehr hell. |
| I                                                  | AB oder B                              | Sperrholz, fast astfrei, Farbeinläufe sind möglich, hell. Wenige gesunde verwachsene Äste sind möglich, aber doch eher selten.                                                     |
| II                                                 | B oder S                               | Sperrholz mit kleinen nicht ausgefallenen und fest verwachsenen Ästen, Farbeinläufe sind möglich. Astlöcher bis zu 8 mm möglich, Kittstellen erlaubt.                              |
| III                                                | BB                                     | Sperrholz mit Ästen. Auch ausgefallene oder gespachtelte Äste sowie Farbeinläufe und kleine Risse in den Decklagen sind möglich. Astlöcher bis 15 mm und Kittstellen sind erlaubt. |
| IV                                                 | C oder WG                              | Sperrholz mit Ästen, ausgefallenen Ästen sowie Rissen und allen natürlichen Fehlern. Möglich sind auch nichtgespachtelte Holzfehler oder Fehlstellen in den Decklagen.             |

Unterscheidet sich die Qualität der Oberflächen von Vorder- und Rückseite, so können Qualitätsstufen kombiniert werden. I/II steht z. B. für Vorderseite: fast astfrei, hell. Rückseite: kleine nicht ausgefallene Äste möglich, Farbeinläufe, Kittstellen möglich.

## Verleimqualität
Die Platten werden entsprechend dem Verwendungszweck in folgenden Verleimungen verkauft:
- IF20: Innenbereich, Trockenräume. Klebstoffe: gestreckte Harnstoff-Formaldehyd-Klebstoffe
- IF67: Innenbereich, Feuchträume wie Bad, Dusche, Küche. Klebstoffe: Harnstoff-Formaldehyd-Klebstoffe oder Melamin-Formaldehyd-Klebstoffe
- A100: Außenbereich, jedoch wettergeschützt. Klebstoffe: modifizierte Harnstoff-Formaldehyd-Klebstoffe oder Melamin-Formaldehyd-Klebstoffe
- AW100: (neu: BFU100) Außenbereich, dem Wetter ausgesetzt. Klebstoffe: Phenol-Formaldehyd-Klebstoffe oder Resorcin-Formaldehyd-Klebstoffe

## Ausführung
Lackierungen (klar, farbig) sind möglich, auch eine Verkleidung mit Metall. Ebenfalls anzutreffen ist eine Kombination mit Strukturierung der Oberfläche, um z. B. die Rutschfestigkeit zu erhöhen.
Multiplexplatten werden vom Handel auch mit Edel-Deckfurnier (messerfurniert) mit den üblichen Holzarten wie z. B. Ahorn, Eiche oder Kirsche angeboten. Die Dicke beträgt dann meist 19,6 mm (18 mm + 2× Edelfurnier à 0,8 mm). Der Plattenkern besteht dabei aus einer normalen 18 mm Birkenmultiplexplatte.

## Siebdruckplatte
Die Siebdruckplatte ist eine Sonderform der Multiplexplatte, bei der beide Oberflächen mit Phenolharz-imprägniertem Papier beschichtet sind. Diese kommen vor allem dort zum Einsatz, wo Witterungsbeständigkeit gefordert ist. Dabei wird unterschieden zwischen beidseitig glatten Platten (Film/Film-Beschichtung) und einseitig rauen Platten (Film/Sieb-Beschichtung). Die Siebstruktur wird während des Beschichtungsvorganges in einer beheizten Presse durch Auflegen eines Siebes oder die Verwendung eines strukturierten Pressbleches in das noch nicht vollständig ausgehärtete Beschichtungsmaterial eingedrückt. Aufgrund der einseitig rutschfesten Oberfläche wird die Sieb-Film-Platte häufig als Bodenplatte für Fahrzeugaufbauten und Anhänger verwendet. Die glatte Seite ist leicht abwaschbar und wird oft zur Herstellung von Betonschalungen eingesetzt. Auch wenn die Oberflächen und die Verleimung durch das Kunstharz wasserfest sind, bleiben die Stirnseiten oft und vor allem die Schnittflächen ungeschützt und saugen daher Feuchtigkeit auf. Hier ist daher eine sorgfältige Versiegelung notwendig, um langfristig Aufquellen durch das Eindringen von Wasser zu verhindern.

## Anwendung
Multiplex-Platten finden überall dort Verwendung, wo es auf Robustheit und Formstabilität ankommt, z. B. bei:
- Innen- und Außenverkleidungen auch bei starken Witterungseinflüssen
- Dach- und Betonschalungen
- tragende Konstruktionen
- Treppenstufen
- hochbelastbare Verbindungsteile im Holz- und Holzrahmenbau
- Arbeitsplatten, Werkbänke
- Unterschränke für Aquarien
- Theken
- Lautsprechergehäuse
- Flightcases
- Bühnenbau
- Gabelbrückenbau bei Bambusfahrrädern
- Fahrzeugbau, z. B. Böden von LKW-Aufbauten
- als Trägerschicht bei Fertigparkett

## Pakkaholz
Unter der Markenbezeichnung Pakkaholz wurden von der Will Adams Plastic Company Multiplexformteile entwickelt und patentiert, die ab den späten 1940er Jahren von der W.R. Case & Sons Cutlery Company erstmals als Material für die Griffe von Haushaltsmessern verwendet wurden. Der Einsatz von Pakkaholz in mittelbraunen Farbtönen begann nach dem Zweiten Weltkrieg, ab den frühen 1960er Jahren wurde es in dunkleren Varianten auch als Ersatz für Knochen als Griffmaterial für Taschenmesser eingesetzt.